# Дёттинген

Дёттинген (нем. Döttingen AG) — коммуна в Швейцарии, в кантоне Аргау.
Входит в состав округа Цурцах.  Население составляет 3533 человека (на 31 декабря 2007 года). Официальный код  —  4304.
Близ коммуны расположена АЭС Безнау. 

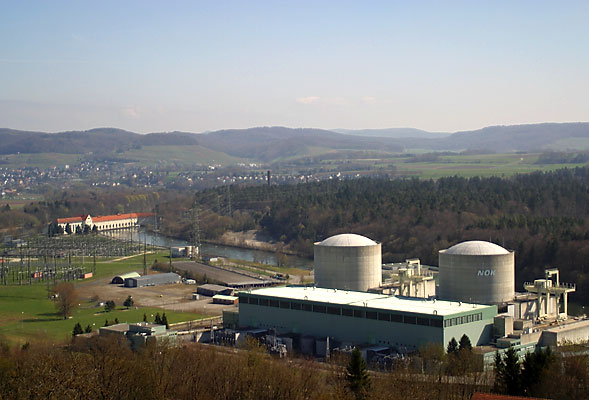
АЭС Безнау